# Anthony Saidy
Anthony Fred Saidy (ur. 16 maja 1937 w Los Angeles) – amerykański szachista, mistrz międzynarodowy od 1969 roku, z zawodu lekarz.

## Kariera szachowa
W latach 1956–1960 czterokrotnie wystąpił w reprezentacji Stanów Zjednoczonych na drużynowych mistrzostwach świata studentów, w 1960 w Leningradzie zdobywając złoty medal. W 1964 jedyny raz w swojej karierze wystąpił na szachowej olimpiadzie w Tel Avivie, gdzie amerykańscy szachiści zajęli VI miejsce. Wielokrotnie startował w finałach indywidualnych mistrzostw USA, najlepsze wyniki osiągając na przełomie 1963 i 1964 (dz. IV m. za Bobby Fischerem, Larry Evansem i Palem Benko, wspólnie z Samuelem Reshevskym) oraz w 1974 (IV m. za Walterem Browne, Palem Benko i Larry Evansem).
Do jego sukcesów na arenie międzynarodowej należą:
- I m. w Kitchener (1960, Canadian Open Chess Championship),
- II m. w Atlancie (1967, US Open, za Palem Benko),
- II m. w Reggio Emilia (1967/68, za Milanem Matuloviciem),
- dz. II m. w Wenecji (1969, za Vlastimilem Hortem, wspólnie z Markiem Tajmanowem, Levente Lengyelem, Karlem Robatschem, Stefano Tatai i Palem Benko),
- dz. II m. w Polanicy-Zdroju (1969, memoriał Akiby Rubinsteina, za Laszlo Barczayem, wspólnie z Nikołajem Krogiusem),
- dz. II m. w Lone Pine (1972, za Svetozarem Gligoriciem, wspólnie z m.in. Jamesem Tarjanem),

Najwyższy ranking w karierze osiągnął 1 stycznia 1975, z wynikiem 2445 dzielił wówczas 13-17. miejsce wśród amerykańskich szachistów. Retrospektywny system Chessmetrics przypisuje mu najwyższą punktację w styczniu 1964 roku (2599 punktów, 60. miejsce na świecie).
Jest autorem dwóch książek o tematyce szachowej:
- The World of Chess (wspólnie z Normanem Lessingiem(inne języki)), 1974, Random House, ISBN 0-394-48777-X
- The Battle of Chess Ideas, 1975, RHM Press, ISBN 0-89058-018-9

Posiadany przez niego zbiór literatury szachowej uznawany jest za jeden z największych w Stanach Zjednoczonych.